# روب جاونتلت
روب جاونتلت (بالإنجليزية: Rob Gauntlett)‏ روب جاونتلت (9 يناير 2009 10 مايو 1987). 
كان مغامر إنجليزي، مستكشفا ومحاضرا لتحفيز الجماهير. في عام 2006 أصبح أصغر بريطاني متسلق لقمة ايفرست.
نما جاونتلت في إنجلترا في بيتورث، غرب ساسكس وتلقى تعليمه في مستشفى المسيح.
في عام 2003، مع عدم وجود خبرة تسلق الجبال، قرر جاونتلت وصديق آخر من المدرسة، جيمس هوبر من سومرست، تسلق جبل ايفرست. وبعد التدريب في اسكتلندا وجبال الألب الفرنسية، على جبل Spantik في باكستان وجبال Dablam آما في نيبال، في 17 أيار 2006 وصلوا إلى قمة ايفرست، ليصبح جاونتلت أصغر متسلق بريطاني يقوم بذلك، بعد أسبوع من عيد ميلاده 19.
في صباح يوم 10 يناير 2009، وجدت فرق الإنقاذ الجبلية جثث جاونتلت ورفيقه في التسلق، جيمس أتكينسون. على حد سواء قتلوا بعد سقوطهم عن طريق الخطأ.